# La Roque-Esclapon
La Roque-Esclapon is een gemeente in het Franse departement Var (regio Provence-Alpes-Côte d'Azur) en telt 192 inwoners (1999). De plaats maakt deel uit van het arrondissement Draguignan.

## Geografie
De oppervlakte van La Roque-Esclapon bedraagt 25,0 km², de bevolkingsdichtheid is 7,7 inwoners per km².
De onderstaande kaart toont de ligging van La Roque-Esclapon met de belangrijkste infrastructuur en aangrenzende gemeenten.

## Demografie
Onderstaande figuur toont het verloop van het inwonertal (bron: INSEE-tellingen).